# 山柳菊
山柳菊（学名：Hieracium umbellatum）为菊科山柳菊属的植物。分布于欧洲、蒙古、巴基斯坦、俄罗斯、哈萨克斯坦、日本、伊朗、乌兹别克斯坦、印度以及中国大陆的山西、内蒙古、湖北、湖南、甘肃、山东、陕西、黑龙江、北京、河北、云南、江西、四川、新疆、辽宁、贵州、河南、西藏等地，生长于海拔350米至2,400米的地区，常生于林下、山坡林缘、迹地、松林代木这、草丛中和河滩渐渐地，目前尚未由人工引种栽培。

## 别名
伞花山柳菊（云南种子植物名录）

## 延伸阅读

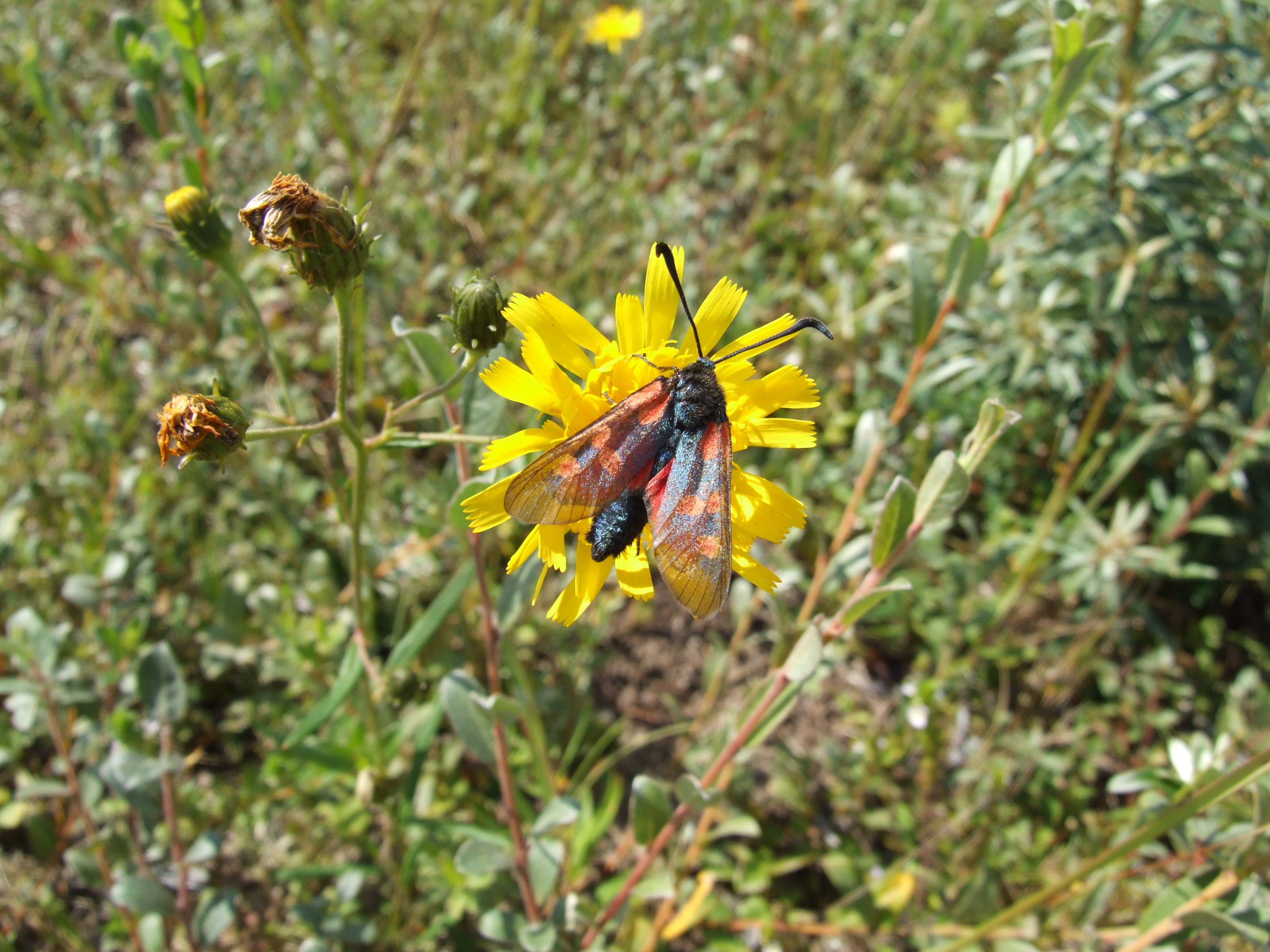
Hieracium umbellatum

[在维基数据编辑]
 《植物名實圖考·山柳菊》，出自吳其濬《植物名實圖考》